# Ypsolopha angelicella
Ypsolopha angelicella là một loài bướm đêm thuộc họ Ypsolophidae. Loài này có ở Hoa Kỳ, bao gồm California.
Sải cánh dài 19–22 mm.